# Émile Auguste Léon Hourst
Émile Auguste Léon Hourst (* 1864 in Marseille; † 1940 in Paris) war ein französischer Marineoffizier und Forschungsreisender.

## Leben und Leistungen
Émile Auguste Léon Hourst stand unter dem Kommando von General Louis Archinard in Französisch-Sudan. Er leitete die Mission Hourst, eine von 1895 bis 1896 erfolgte hydrographische Expedition auf dem Fluss Niger. Das Ergebnis dieser Mission war unter anderem eine hydrographische Karte des Flusses von Timbuktu bis Bussa. Von 1901 bis 1902 erforschte Hourst, ebenfalls in französischen Diensten, den Jangtsekiang zwischen Yichang und Yibin. Diese Expedition ist als Zweite Mission Hourst bekannt.

## Schriften

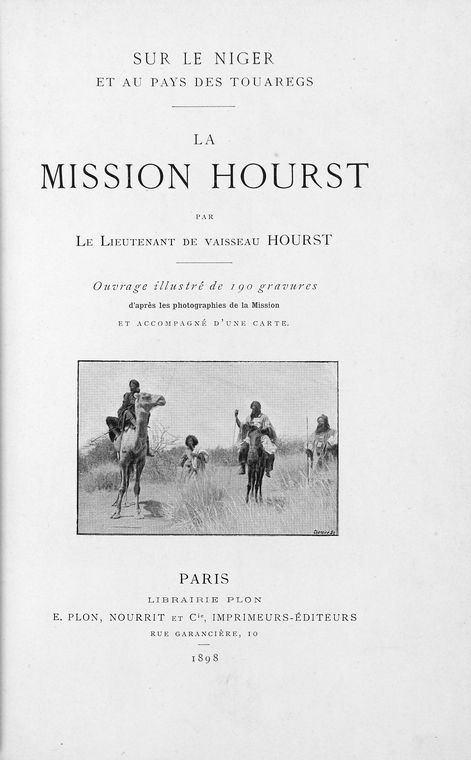
Titelblatt Sur le Niger et au pays des Touaregs. La mission Hourst (1898)

- Sur le Niger et au pays des Touaregs. La mission Hourst. Paris 1898.
- Haut Yang-tse-kiang. Croquis des rapides entre Itchang et Sui-Fou, d'après les levés faits en 1902-1903, à bord de la canonnière l'"Obry", commandée par M. Hourst. Paris 1904.
- Instructions nautiques. Chine: Haut Yang-tse-kiang et affluents. Paris 1904.
- Notice sur la navigation des fleuves à rapides. Paris 1904.
- Seconde mission Hourst. Dans les rapides du Fleuve Bleu, voyage de la première canonnière française sur le haut Yang-tsé-kiang. Paris 1904.
- Le problème de la main-d'oeuvre. La taylorisation et son application aux conditions industrielles de l'après-guerre. Paris 1916.
- De l'organisation commerciale des travaux publics. Paris 1918.
- Le problème commercial dans l'industrie. Organisation rationnelle du commerce industriel. Paris 1919.

## Auszeichnungen
- Offizier der Ehrenlegion